# Prinsessan (film, 2010)
Prinsessan är en finländsk film av Arto Halonen  med premiär september 2010. Filmen baserar sig på en sann historia om Anna Lappalainen (1896–1988) som miste sin far tidigt och bodde på flera fosterhem som barn. Huvudrollen spelas av Katja Küttner.
Prinsessan har erhållit flera inhemska och utländska filmpriser och visas på filmfestivaler runt om i världen.